# Iga (miasto)
Iga (jap. 伊賀市 Iga-shi) – miasto w Japonii, w prefekturze Mie, w środkowej części wyspy Honsiu.

## Położenie
Miasto leży w północno-zachodniej części prefektury Mie nad rzeką Kizu.
Sąsiaduje z Nabari, Tsu i Kameyamą w prefekturze Mie oraz Kōką w prefekturze Shiga i Narą w prefekturze Nara.

## Historia
Miasto Iga jest powszechnie określane jako Iga Ueno (伊賀上野), aby uniknąć pomyłek z innymi miejscami o nazwie Ueno. Zostało utworzone w 2004 roku z połączenia miasta Ueno i pięciu okolicznych miast i wsi (Iga, Ayama, Shimagahara i Aoyama oraz wsi Ōyamada). Nazwa miasta pochodzi od dawnej prowincji Iga, która obejmowała część dzisiejszej prefektury Mie. Miasto rozwinęło się w okresie Edo jako miasto zamkowe wokół zamku Iga-Ueno. 
W okresie Sengoku region ten był jednym z centrów ninjutsu. Powstała tu i działała Iga-ryū, jedna z wiodących szkół tej sztuki walki. Wiąże się z nią działalność Hanzō Hattori.
Małe, ale dobrze urządzone Iga Ninja Museum (忍者博物館, Ninja Hakubutsukan) pozwala zapoznać się kompleksowo z życiem i działalnością tajnych wojowników z przeszłości. Ich odtworzona siedziba prezentuje w swoim wnętrzu obrotowe ściany, drzwi pułapki i ukryte przedziały. W salach wystawowych znajdują się narzędzia, kostiumy i broń. Zwiedzający są informowani o sposobie życia i technikach stosowanych przez ninja. Odbywają się także pokazy ich sprawności i możliwości w walce.
Miasto Iga jest znane także jako miejsce urodzenia poety haiku Bashō Matsuo. Mieszkał w nim do 29 roku życia.

## Galeria

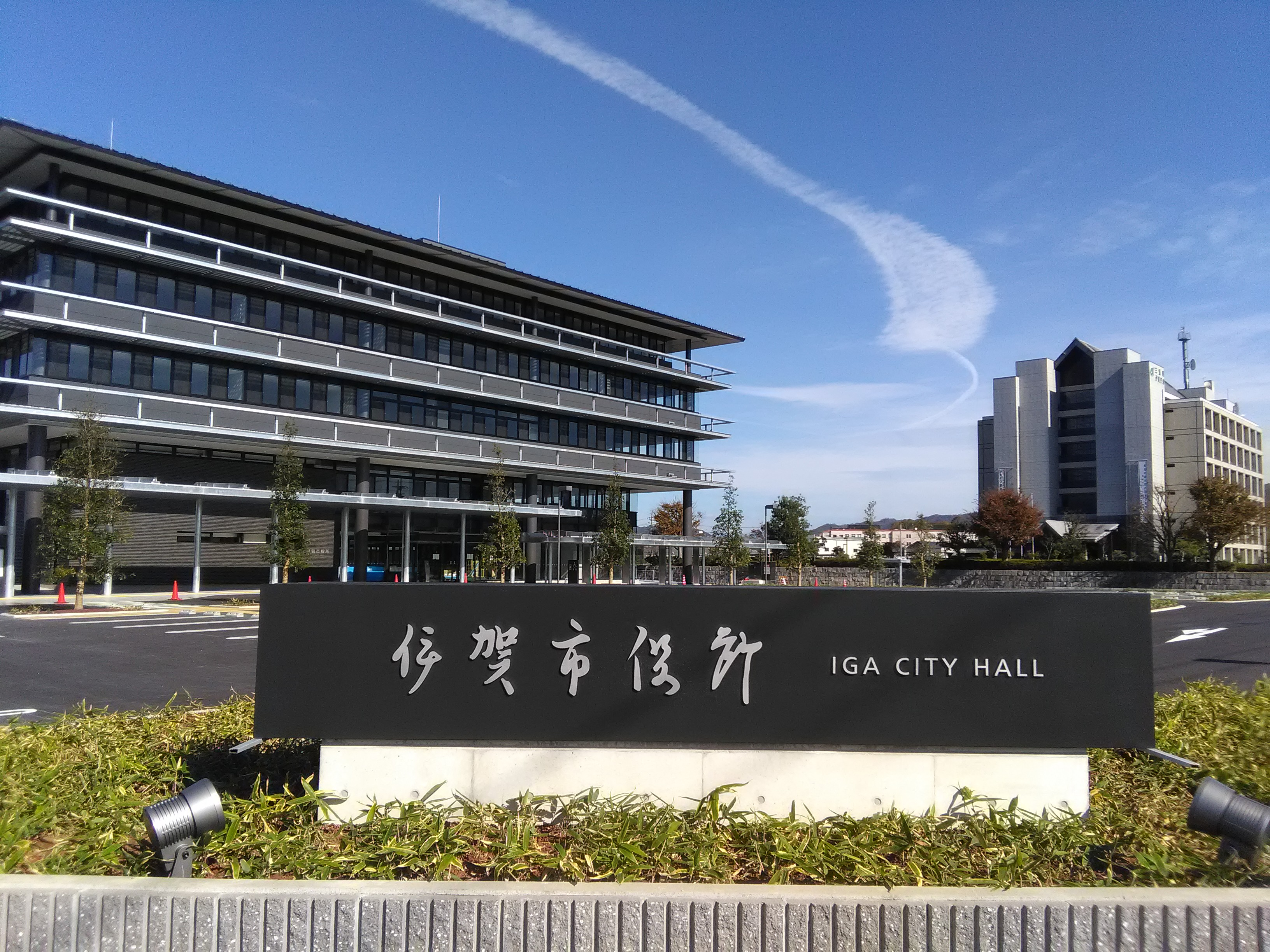
Siedziba władz miejskich
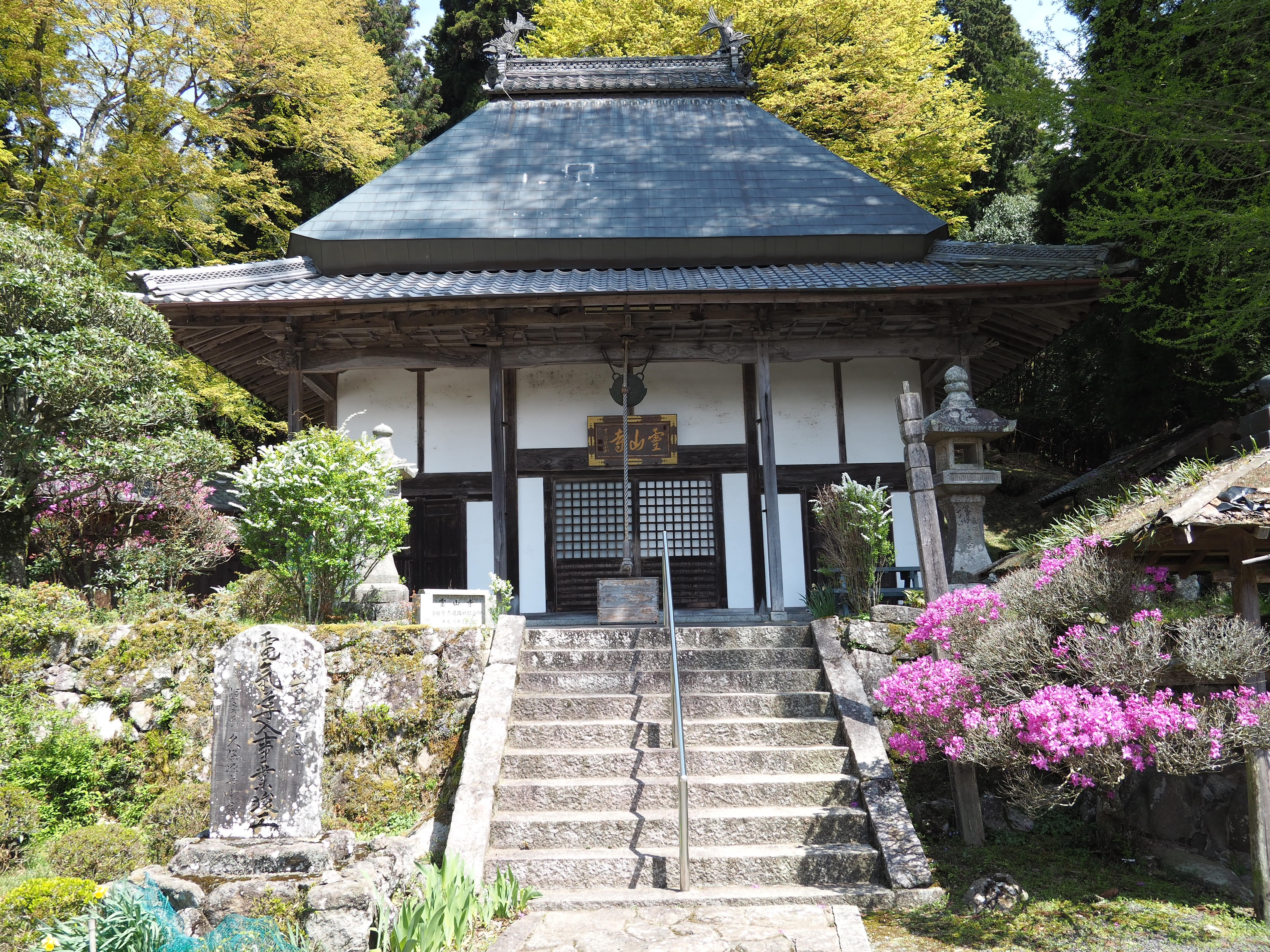
Świątynia Reizan-ji
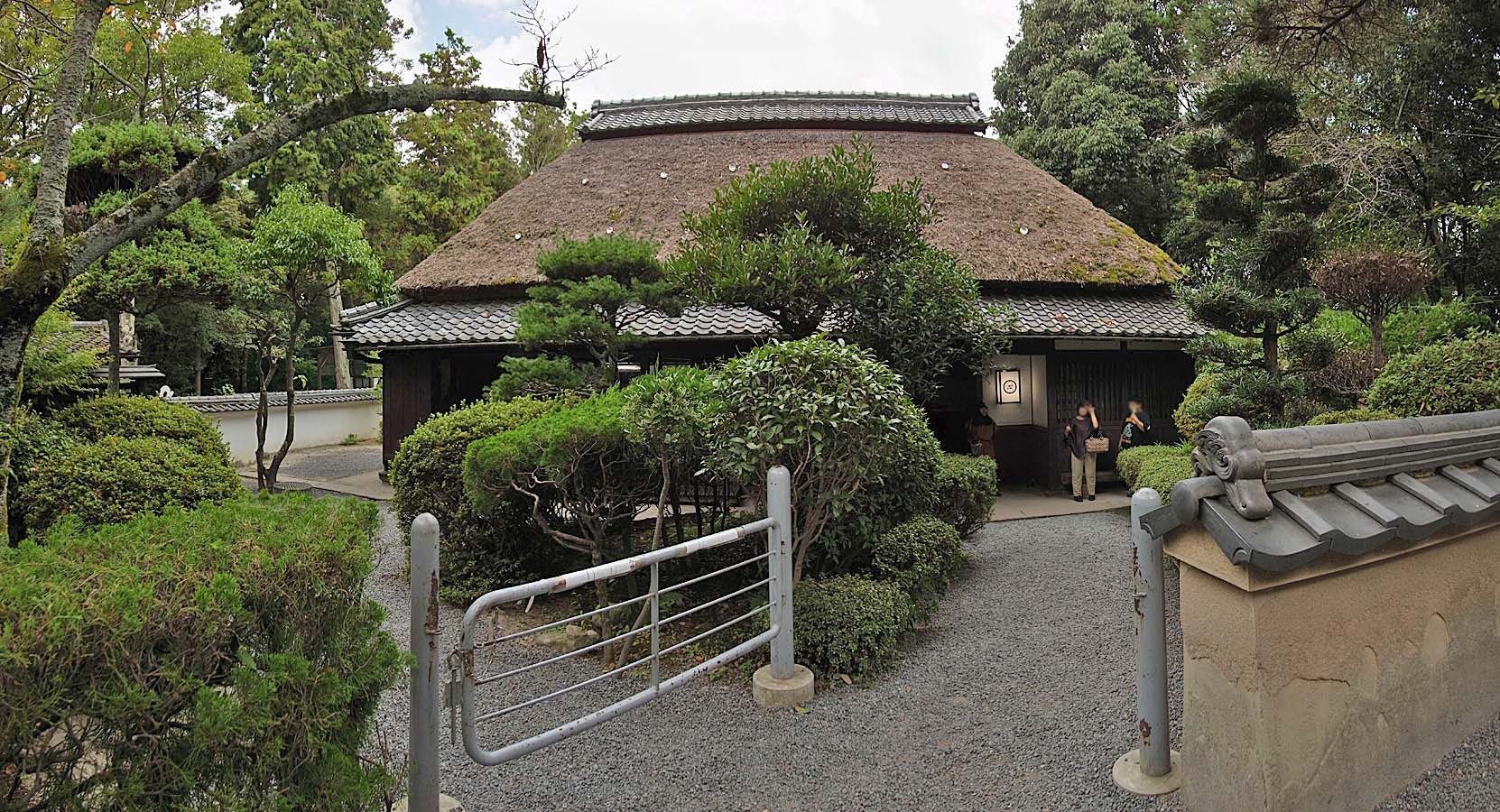
Muzeum szkoły Iga-ryū
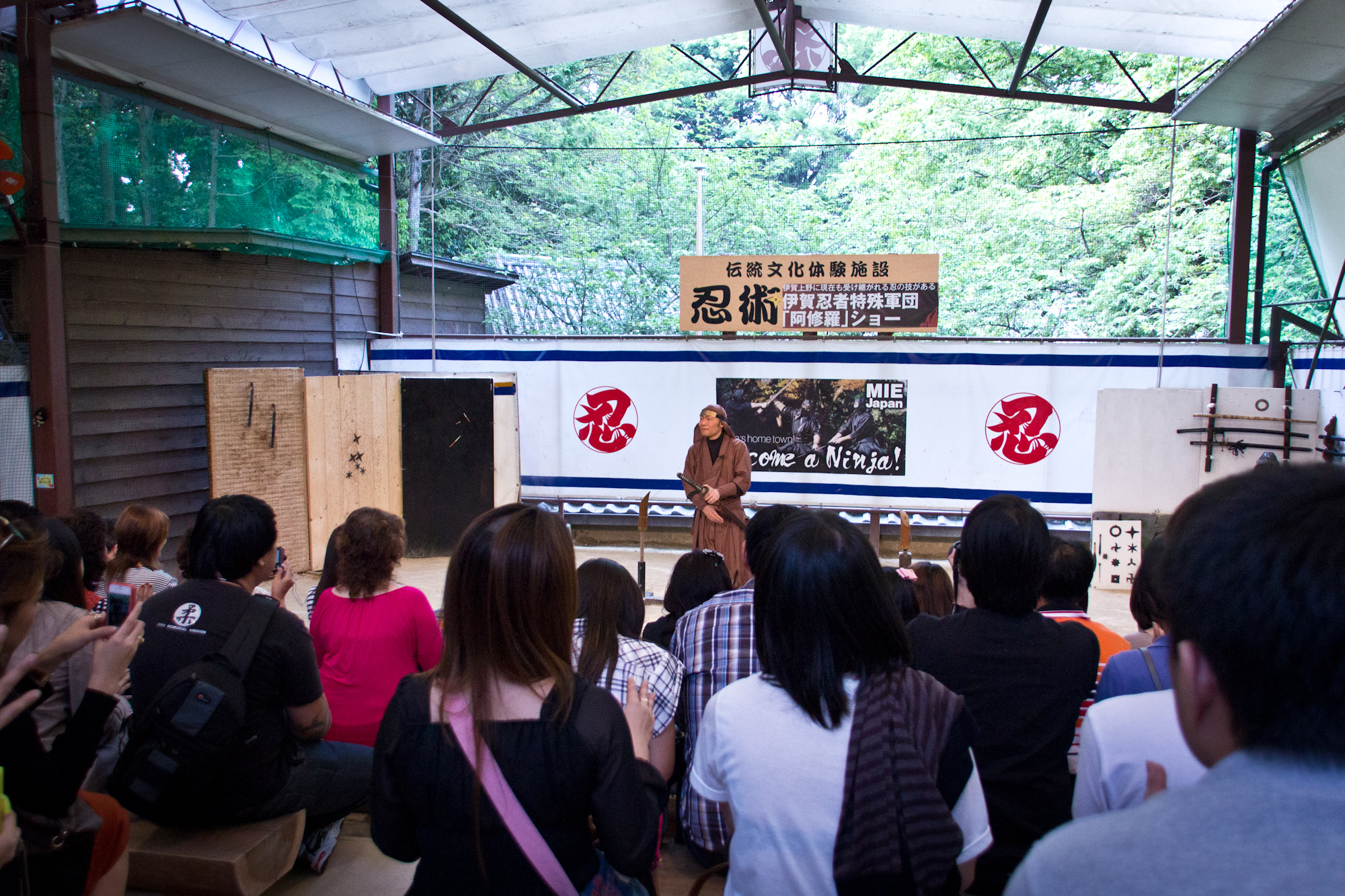
Widowisko prezentujące sztukę ninja
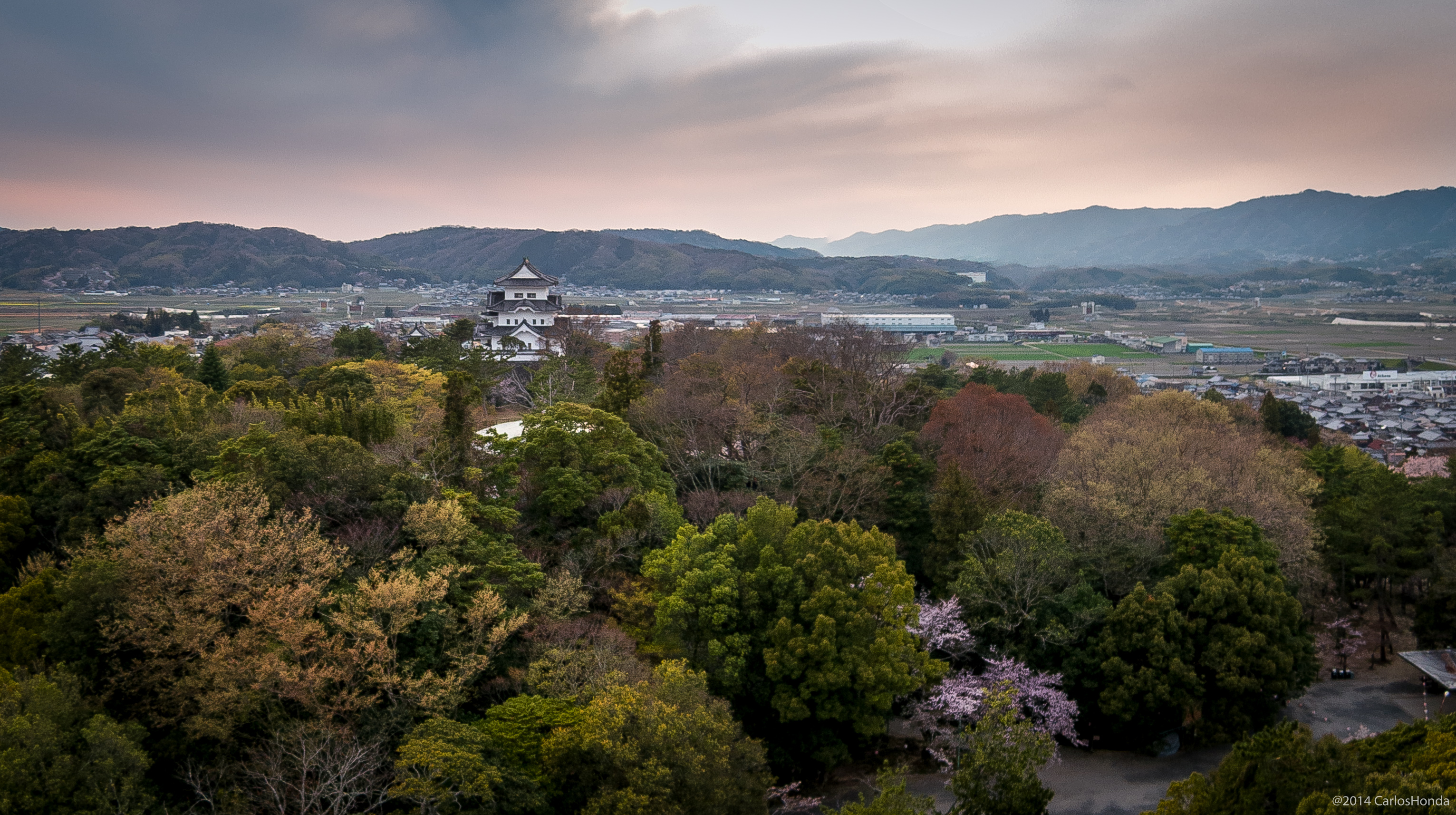
Park Ueno